# Rockingham (Australie-Occidentale)
Pour les articles homonymes, voir Rockingham.
Rockingham est une banlieue de Perth en Australie-Occidentale, en Australie.
Elle est située au sud-ouest de Perth et au sud de Fremantle.